# Shibata Katsuie
Shibata Katsuie (柴田勝家 Sài Điền Thắng Gia), 1522-1583), còn có tên là Gonroku (権六 Quyền Lục), là một dũng tướng của Oda Nobunaga và đã theo quân của Oda từ hồi còn trẻ cho tới khi Oda mất vào năm 1582.
Katsuie sinh ra trong gia tộc Shibata, chi thứ của gia tộc Shiba (là hậu duệ của gia tộc Ashikaga, và là chủ cũ của gia tộc Oda). Lưu ý sự khác nhau giữa Shibata (柴田 (Sài Điền)), Shiba (斯波 (Tư Ba)), và gia tộc Shibata ở Echigo (新発田 (Tư Ba Điền)).
Lúc đầu, ông ủng hộ Oda Nobukatsu (em trai của Nobunaga) và Hayashi Michikatsu chống lại Nobunaga. Nhưng sau đó ông thua ở trận Ino và ông sang đầu quân cho Nobunaga. Sau việc này, Nobunaga đã chém đầu người em của mình và tha cho Shibata và Hayashi. Shibata đã cho Nobunaga thấy sự trung thành của mình, ông là chìa khóa giúp cho Nobunaga mở rộng thuộc địa.
Shibata đã theo Nobunaga đánh trận Okehazama (1560)chống lại Imagawa và trong trận chiến của Oda với Saito ở Mino(1561-1563). Năm 1567, Shibata đã di chuyển quân mình tới Settsu đánh bại quân đồng minh Miyoshi và Matsunaga để bảo toàn lực lượng quân ở Kyoto. Năm 1573, Shibata bị Rokkaku Yoshikata với 4000 quân bao vây thành Chokoji (nằm ở phía tây nam Omi). Mặc dù chỉ có 400 quân lính trong tay nhưng ông đã chiến thắng và làm cho quân của Rokkaku phải rút lui. Ông được đặt cho biệt danh là "Oni Katsuie" (Katsuie quỷ)
Năm 1573, Shibata đã cưới Oichi, em của Oda Nobunaga. Năm 1575, ông đã nắm được vùng Echizen và thành Kita-no-sho. Năm 1576, được sự giúp đỡ của Toshiie Maeda và Sassa Narimasa, ông đã chiếm được vùng phía bắc và vùng Kaga. Một năm sau, Uesugi Kenshin đem quân đi chinh phạt Oda. Oda bị đánh bại buộc phải chạy về Omi. Shibata đã tham gia trận chiến ở Tedorigawa vào năm đó. Năm 1578, Kenshin chết, nhà Uesugi xảy ra cuộc chiến nội bộ để tranh giành quyền lực và khi Uesugi Kagekatsu lên ngôi thì tất cả con đường tới Etchu đều bị Shibata chiếm lại. Vào năm 1582, sau cái chết của Oda Nobunaga ở chùa Honno do bị Akechi Mitsuhide làm phản, Shibata theo Oda Nobutaka (con trai thứ ba của Nobunaga) và Takigawa Kazumasa chống lại Toyotomi Hideyoshi. Tuy nhiên, lãnh địa của ông bị tuyết trắng mùa đông bao phủ, làm hạn chế khả năng của ông. Cả hai đồng minh của ông đều bị đánh bại khi Katsuie chiến đấu với cả băng giá lẫn Uesugi. Quân đội của ông, dưới sự lãnh đạo của Sakuma Morimasa, bao vâyNakagawa Kiyohide ở Shizugatake, trong một động thái tiến đến trận Shizugatake. Sakuma không tuân theo lệnh của Shibata là chỉ thử khả năng phòng ngự của quân địch và bị đánh bại bởi quân tiếp viện của Toyotomi Hideyoshi. Ông rút đến lâu đài Kitanoshō nhưng vì quân đội đã bị tiêu diệt, Katsuie không còn lựa chọn nào khác ngoài đầu hàng. Katsuei mổ bụng tự sát (seppuku) và phóng hỏa cả tòa lâu đài. Ông van nài Oichi hãy mang con gái của họ ra đi, nhưng bà quyết định tự vẫn theo ông, trong khi để con gái của mình chạy thoát. Thậm chí, Katsuie trong trận này còn chưa cầm đến một ngọn giáo. 	
Bài thơ làm khi ông tự sát:
夏の夜の　夢路儚き　後の名を　雲井にあげよ　山不如
Natsu no yo no
yumeji hakanaki
ato no na wo
kumoi ni ageyo
yamahototogisu
"Giấc mộng chóng qua, trong đêm mùa hạ! Hỡi bầy chim rừng, mang tên ta lên tới trời xanh."

## Katsuie trong các videogame

Hình Shibata Katsuie trong Nobunaga's Ambition XII: Kakushin.

Hình Shibata Katsuie trong Samurai Warriors 2: Xtreme Legends.

Katsuie Shibata là một vị tướng chơi được trong game Kessen III' của Koei, ông mặc áo giáp có chữ 'Oni' màu đen, và trông mặt đều giống nhau trong cả hai game Kessen III và Samurai Warriors 2. 	
Katsuie xuất hiện nhưng không sử dụng được trong phần tiếp theo của video game dựa trên thời đại Sengoku- của Koei, Shin sengoku musou 2 hay 'Samurai Warriors 2', theo tên ở Mỹ và châu Âu. Game này có thể được chơi bằng cả Xbox 360 và PS2, với seri thứ hai của game 'Samurai Warriors 2:Empires', Katsuie lại là một nhân vật dùng được. 	
Ông là một vệ sỹ có thể unlock được trong game Samurai Warriors 2 'Survival'. Trở lại trong bản mở rộng Empires, ông lại là nhân vật điều khiển được. Tuy nhiên, trong Samurai Warriors 2 Xtreme Legends, ông sử dụng một cặp rìu thay vì cây giáo, làm cho ông có một tính cách riêng biệt đầy bản lĩnh.

## Link liên quan
- Lịch sử gia đình Shibata trên trang web Harimaya.com
- Gia phả nhà Shibata Lưu trữ ngày 1 tháng 10 năm 2007 tại Wayback Machine